# The Bunker
The Bunker (1981) es una película dirigida por George Schaefer, según el libro de James P. O'Donnell, y protagonizada por Anthony Hopkins en el papel de Adolf Hitler.

## Argumento
La película narra los últimos meses de Hitler, su estancia en el búnker de Berlín, la traición de muchos de sus más allegados, como por causas de enfermedades como el Parkinson comienza a tener delirios de grandeza o el avance imparable de los aliados hacia el corazón de Alemania.

## Desarrollo del filme
A comienzos de 1945, Hitler se traslada a su búnker para estar a salvo. Muchos de sus amigos comienzan a sospechar que está perdiendo el juicio y que la guerra está perdida. Uno es su ministro Albert Speer y uno de los hombres de más confianza del Führer. Hitler es informado por sus generales de que los americanos han tomado el Rin y que los rusos avanzan desde Prusia de modo implacable. Hitler está convencido de que la guerra no está perdida y sigue planeando ofensivas casi imposibles. Su ministro y arquitecto personal, Speer está convencido de que la guerra está perdida y es el único que se lo hace saber a Hitler. Este rechaza la idea y le ordena la destrucción de ciudades, pueblos, granjas, iglesias y cualquier elemento que pueda ser usado por el enemigo. Speer se ve entre la espada y la pared, por una parte no desea ejecutar el diabólico plan pero su juramento de lealtad le impide rechazar la orden; planea asesinar a Hitler usando gas y a todos sus colaboradores, pero rechaza la idea cuando se da cuenta de que es imposible; se resigna a cumplir las órdenes pero tratará de retrasar el máximo tiempo posible, hasta que Alemania se rinda. Su ministro de propaganda Joseph Goebbels está convencido de que Hitler puede triunfar, aunque lo dice más por fanatismo que por realismo. Los generales intentan explicarle a Hitler que cualquier tipo de contraataque es imposible pues la mayoría de los comandantes huyen o han sido capturados. Hitler sigue rechazando la derrota y culpa a sus generales de incompetentes y traidores. Hasta que reconoce que la guerra está perdida.
Hitler concede el permiso de salir del búnker a muchos de los operarios que allí trabajan, no así a Martin Bormann que está deseoso de irse. Los rusos toman Viena y avanzan hacia la ciudad con paso firme. A principios de abril, Hitler celebra su cumpleaños con sus más estrechos colaboradores cuando los rusos ya han comenzado a sitiar la ciudad. Entre los asistentes al cumpleaños del Führer están el comandante en jefe de la Luftwaffe, Hermann Goering, el jefe de las SS, Heinrich Himmler, el ministro y arquitecto personal de Hitler, Albert Speer, su ministro de propaganda y más estrecho colaborador, Joseph Goebbels, su amante, Eva Braun y uno de sus más estrechos colaboradores, Martin Bormann. Con la guerra cerca de su desenlace, los amigos íntimos de Hitler comienzan a traicionarle, Heinrich Himmler intenta firmar un armisticio con los aliados y declara a Hitler demente e incapaz de conducir más a Alemania, Hermann Goering alude a su cargo de segundo en la línea de sucesión y se declara nuevo Führer ya que considera que a Hitler se le ha ido todo de las manos. Los rusos están cada vez más cerca del búnker y Hitler decide casarse con Eva Braun. Celebran la fiesta con los rusos a 300 m del búnker. Para despedirse, llegan Albert Speer que al contrario que Bormann le dice a Hitler que éste debe quedarse en la ciudad y morir junto a sus hombres. Hitler está de acuerdo. También le confiesa que saboteó sus planes de destrucción aunque a Hitler no pareció importarle. Hitler al final decide suicidarse junto a Eva ingiriendo una cápsula de cianuro y disparándose en la sien; Eva muere al ingerir la cápsula. Para evitar que sus cuerpos sean ultrajados, Bormann, Goebbels y alguno de sus colaboradores incineran ambos cuerpos. Sin Hitler, Goebbels y su mujer Magda envenenan a sus seis hijos en el búnker y se suicidan. Bormann, sus secretarias y algunos colaboradores escapan e intentan atravesar el cerco soviético, el único que permanece en el búnker es el mecánico de éste, que escucha indignado por la radio que Hitler murió junto a sus hombres.

## Reparto
- Anthony Hopkins: Adolf Hitler
- Richard Jordan: Albert Speer
- Cliff Gorman: Joseph Goebbels
- James Naughton: James O'Donnell
- Michael Sheard: Heinrich Himmler
- Michael Lonsdale: Martin Bormann
- Piper Laurie: Magda Goebbels
- Susan Blakely: Eva Braun
- Martin Jarvis: Johannes Hentschel
- Michael Kitchen: Rochus Misch